# Drag Race Italia (terza edizione)
La terza edizione di Drag Race Italia è andata in streaming in Italia dal 13 ottobre al 29 dicembre 2023 sulla piattaforma Paramount+ e in onda sul canale televisivo MTV.
Il 18 settembre 2023 sono state annunciate le tredici concorrenti, provenienti da diverse parti d'Italia, in competizione per ottenere il titolo di Italia's Next Drag Race Superstar.
Lina Galore, vincitrice dell’edizione, ha guadagnato come premio 20000 €, una fornitura di un anno di cosmetici della Anastasia Beverly Hills e una corona e uno scettro di Aster Lab Jewels.

## Concorrenti
Le tredici concorrenti che prendono parte al reality show sono:
| Concorrente            | Vero nome         | Età | Città                    | Posizionamento |
| ---------------------- | ----------------- | --- | ------------------------ | -------------- |
| Lina Galore            | Giovanni Montuori | 34  | Milano – Lombardia       | Vincitrice     |
| Melissa Bianchini      | Melissa Bianchini | 36  | Roma – Lazio             | 2º posto       |
| La Sheeva              | Andrea Miliè      | 37  | Tropea – Calabria        | 3º/4º posto    |
| Silvana Della Magliana | Tony D'Elia       | 44  | Latina – Lazio           | 3º/4º posto    |
| Sypario                | Filippo Caterino  | 29  | Caserta – Campania       | 5º posto       |
| Leila Yarn             | Emanuele Costanzo | 24  | Palermo – Sicilia        | 6º posto       |
| La Prada               | Leonardo Prada    | 25  | Milano – Lombardia       | 7º posto       |
| Sissy Lea              | Massimo Malluzzo  | 44  | Londra – Regno Unito     | 8º posto       |
| Morgana Cosmica        | Claudio Marseglia | 38  | Bologna – Emilia-Romagna | 9º posto       |
| Lightning Aurora       | Aurora Pili       | 24  | Cagliari – Sardegna      | 10º posto      |
| Vezirja                | Aleksandër Seitaj | 32  | Tirana – Albania         | 11º posto      |
| Amy Krania             | Alessio Bonetta   | 31  | Brescia – Lombardia      | 12º posto      |
| Adriana Picasso        | Adrian Barcelay   | 29  | Padova – Veneto          | 13º posto      |

## Tabella eliminazioni
| Ordine | Episodi   | Episodi   | Episodi   | Episodi   | Episodi | Episodi | Episodi | Episodi | Episodi | Episodi | Episodi                | Episodi |
| Ordine | 1         | 2         | 3         | 4         | 5       | 6       | 7       | 8       | 9       | 10      | 12                     |         |
| ------ | --------- | --------- | --------- | --------- | ------- | ------- | ------- | ------- | ------- | ------- | ---------------------- | ------- |
| 1      | Melissa   | Silvana   | Sypario   | Sheeva    | Lina    | Silvana | Melissa | Lina    | Sheeva  | Lina    | Lina Galore            |         |
| 2      | Leila     | Lightning | Melissa   | Lina      | Leila   | Lina    | Sypario | Melissa | Melissa | Melissa | Melissa Bianchini      |         |
| 3      | Silvana   | Melissa   | Silvana   | Melissa   | Silvana | Prada   | Sheeva  | Silvana | Silvana | Sheeva  | La Sheeva              |         |
| 4      | Sypario   | Morgana   | Leila     | Sissy     | Sypario | Leila   | Leila   | Sypario | Lina    | Silvana | Silvana Della Magliana |         |
| 5      | Vezirja   | Sheeva    | Lightning | Silvana   | Melissa | Melissa | Silvana | Sheeva  | Sypario |         |                        |         |
| 6      | Lina      | Vezirja   | Prada     | Leila     | Sissy   | Sheeva  | Lina    | Leila   |         |         |                        |         |
| 7      | Amy       | Prada     | Lina      | Prada     | Prada   | Sypario | Prada   |         |         |         |                        |         |
| 8      | Morgana   | Sypario   | Sheeva    | Sypario   | Sheeva  | Sissy   |         |         |         |         |                        |         |
| 9      | Lightning | Lina      | Morgana   | Morgana   | Morgana |         |         |         |         |         |                        |         |
| 10     | Sheeva    | Sissy     | Sissy     | Lightning |         |         |         |         |         |         |                        |         |
| 11     | Sissy     | Leila     | Vezirja   |           |         |         |         |         |         |         |                        |         |
| 12     | Prada     | Amy       |           |           |         |         |         |         |         |         |                        |         |
| 13     | Adriana   |           |           |           |         |         |         |         |         |         |                        |         |

Legenda:
     La concorrente ha vinto la gara
     La concorrente è arrivata in finale ma non ha vinto la gara
     La concorrente è arrivata in finale, ma è stata eliminata
     La concorrente ha vinto la puntata
     La concorrente figura tra le prime ma non ha vinto la puntata
     La concorrente è salva e accede alla puntata successiva (l'ordine di chiamata è casuale)
     La concorrente figura tra le ultime ma non è a rischio eliminazione
     La concorrente figura tra le ultime due ed è a rischio eliminazione
     La concorrente è stata eliminata

## Giudici
- Priscilla
- Chiara Francini
- Paola Iezzi
- Paolo Camilli

### Giudici ospiti
- Alessandra Mastronardi
- Andreas Müller
- Anna Dello Russo
- Chiara Iezzi
- Ciro Immobile
- Filippo Timi
- Jo Squillo
- Jessica Melena
- Melissa Satta
- Myss Keta
- Rosa Chemical
- Sabrina Salerno
- Tiziano Ferro
- Veronica Peparini

## Special Guest
- Annalisa
- Mommo Sacchetta
- Michelle Visage
- Gian Gorgeous Gucci
- Norvina
- Edoardo Zaggia
- Francesco "Mehths" Cicconetti
- Lorenzo Balducci
- Papà per Scelta - Christian De Florio e Carlo Tumino
- La Diamond

## Riassunto episodi

### Episodio 1 –Express Yourself
Il primo episodio della terza edizione italiana si apre con le concorrenti che entrano nell'atelier. La prima a entrare è La Sheeva, l'ultima è Silvana Della Magliana. Priscilla e Chiara Francini fanno il loro ingresso annunciando l'inizio di una nuova edizione e dando il benvenuto alle concorrenti.
- La sfida principale: le concorrenti prendono parte al Extravaganza Talent Show, ovvero una gara di talenti, esibendosi davanti ai giudici. Le concorrenti decidono di esibirsi nelle seguenti categorie:

| Concorrente            | Talento dell'esibizione |
| ---------------------- | ----------------------- |
| Sypario                | Lip Sync                |
| Leila Yarn             | Burlesque               |
| Melissa Bianchini      | Lip Sync                |
| La Sheeva              | Canto                   |
| Vezirja                | Canto                   |
| Lina Galore            | Stand-up comedy         |
| Amy Krania             | Ballo                   |
| Morgana Cosmica        | Canto                   |
| La Prada               | Ballo                   |
| Lightning Aurora       | Monologo                |
| Sissy Lea              | Canto                   |
| Adriana Picasso        | Pittura                 |
| Silvana Della Magliana | Monologo                |

Giudice ospite della puntata è Myss Keta. Il tema della sfilata è Drag Excellence, dove le concorrenti devono sfoggiare il loro abito preferito. Priscilla dichiara Sypario, Vezirja, Lina, Amy, Morgana, Lightning e Sheeva salve, e lascia le altre concorrenti sul palco per le critiche. La Prada e Adriana Picasso sono le peggiori, mentre Melissa Bianchini è la migliore della puntata.
- L'eliminazione: La Prada e Adriana Picasso vengono chiamate ad esibirsi con la canzone Pazzeska di Myss Keta con Guè. La Prada si salva, mentre Adriana Picasso viene eliminata dalla competizione.

### Episodio 2 –Walk of Fame
Il secondo episodio si apre con le concorrenti che rientrano nell'atelier dopo l'eliminazione di Adriana, che si congratulano con Melissa per aver vinto la prima sfida della stagione.
- La mini sfida: le concorrenti prendono parte al gioco delle sedie, con l'obiettivo di superare il maggior numero di round possibili. La vincitrice della mini sfida è Sypario.
- La sfida principale: le concorrenti, divise in due squadre, devono recitare nella pellicola Pink Queens, ispirato allo spin-off del film Grease - Rise of the Pink Ladies. Avendo vinto la mini sfida, Sypario può scegliere i membri della sua squadra. La prima squadra, capitanata da Sypario, comprende Lina, Sissy, Leila, Prada e Amy, mentre la seconda, capitanata da Silvana, comprende Vezirja, Lightning, Sheeva, Morgana e Melissa. Poco dopo, le concorrenti raggiungono Chiara Francini che le aiuterà con l'organizzazione della pellicola.

| Queens in Love (Team Silvana) | Queens in Love (Team Silvana) | Drag col vizietto (Team Sypario) | Drag col vizietto (Team Sypario) | Ruolo               |
| Concorrente                   | Film tributo                  | Concorrente                      | Film tributo                     | Ruolo               |
| ----------------------------- | ----------------------------- | -------------------------------- | -------------------------------- | ------------------- |
| Morgana Cosmica               | Ritorno al futuro             | La Prada                         | Samba d'amore                    | Sandy               |
| Silvana Della Magliana        | Burlesque                     | Lina Galore                      | Psycho                           | Preside Rottenculen |
| Melissa Bianchini             | Le cronache di Narnia         | Amy Krania                       | Kill Bill: Volume 1              | Pink Queen #1       |
| Lightning Aurora              | La sirenetta                  | Sissy Lea                        | Il padrino                       | Pink Queen #2       |
| La Sheeva                     | It                            | Sypario                          | Hairspray                        | Pink Queen #3       |
| Vezirja                       | La dolce vita                 | Leila Yarn                       | The Greatest Showman             | Pink Queen #4       |

Giudice ospite della puntata è Alessandra Mastronardi. Il tema della sfilata è Cinema Iconic, dove le concorrenti devono sfoggiare un abito ispirato ad una pellicola cinematografica. Priscilla dichiara il team composto da Sheeva, Melissa, Vezirja, Lightning, Morgana e Silvana migliore della sfida, con Silvana Della Magliana che viene proclamata la migliore della puntata, mentre le altre concorrenti sono a rischio eliminazione. Leila Yarn e Amy Krania sono le peggiori della puntata.
- L'eliminazione: Leila Yarn e Amy Krania vengono chiamate ad esibirsi con la canzone 2 Be Loved (Am I Ready) di Lizzo. Leila Yarn si salva, mentre Amy Krania viene eliminata dalla competizione.

### Episodio 3 –Night of a Thousand PaolaeChiara
Il terzo episodio si apre con le concorrenti che rientrano nell'atelier dopo l'eliminazione di Amy, con Leila grata di essere ancora in gara e pronta a tutto per dimostrare di nuovo le sue abilità ai giudici. Il giorno successivo nell'atelier le concorrenti discutono sulle possibili sfide future.
- La sfida principale: le concorrenti devono esibirsi nel nuovo musical Paola & Chiara: Un Rusical Da Favola Non Autorizzato, un musical dedicato alla vita dell'omonimo duo musicale italiano, alla loro evoluzione musicale e a quella dei loro look. Per l'assegnazione dei ruoli, le concorrenti prendono parte ad un casting, presieduto da Chiara Francini, l'attore Paolo Camilli e il coreografo Mommo Sacchetta. I personaggi interpretati dalle concorrenti sono stati:

| Concorrente            | Personaggio interpretato |
| ---------------------- | ------------------------ |
| La Prada               | Fata Blu                 |
| La Sheeva              | Reverenda Madre Moige    |
| Leila Yarn             | Fata Rosa                |
| Lightning Aurora       | Aiutante #1              |
| Lina Galore            | Mirage                   |
| Melissa Bianchini      | Paola Iezzi              |
| Morgana Cosmica        | Aiutante #2              |
| Silvana Della Magliana | Narratrice               |
| Sissy Lea              | Fata Verde               |
| Sypario                | Lady Glitter Ball        |
| Vezirja                | Chiara Iezzi             |

Giudice ospite della puntata è Chiara Iezzi. Il tema della sfilata è Viva El Amor!, dove le concorrenti devono sfoggiare un abito dedicato all'amore. Priscilla dichiara Leila, Lightning, Prada, Lina e Sheeva salve, e lascia le altre concorrenti sul palco per le critiche. Sissy Lea e Vezirja sono le peggiori, mentre Sypario è la migliore della puntata.
- L'eliminazione: Sissy Lea e Vezirja vengono chiamate ad esibirsi con la canzone Mare caos di Paola & Chiara. Sissy Lea si salva, mentre Vezirja viene eliminata dalla competizione.

### Episodio 4– Il diavolo veste drag!
Il quarto episodio si apre con le concorrenti che rientrano nell'atelier dopo l'eliminazione di Vezirja, con Lina pronta a tutto per dimostrare ai giudici le sue qualità dopo il richiamo di Priscilla. Il giorno dopo nell'atelier le concorrenti discutono sulle abilità sartoriali di ognuna.
- La mini sfida: le concorrenti devono posare con l'arte del photobombing, in alcuni dei monumenti, momenti e personaggi del panorama italiano. Le vincitrice della mini sfida è Sypario.
- La sfida principale: le concorrenti devono realizzare un outfit completamente rosso usando i materiali e tessuti che troveranno in una cassa. Avendo vinto la mini sfida, Sypario può scegliere la propria cassa per prima e decidere l'ordine di pesca delle altre concorrenti. Chiara Francini fa il suo ritorno nell'atelier offrendo alle concorrenti consigli su come eccellere nella sfida di design.

Giudici ospiti della puntata sono Ciro Immobile e Jessica Melena. Il tema della sfilata è Red Passion Week, dove le concorrenti devono presentare l'abito appena creato. Priscilla dichiara Sissy, Silvana, Leila e Prada salve, e lascia le altre concorrenti sul palco per le critiche. Morgana Cosmica e Lightning Aurora sono le peggiori, mentre La Sheeva è la migliore della puntata.
- L'eliminazione: Morgana Cosmica e Lightning Aurora vengono chiamate ad esibirsi con la canzone Tribale di Elodie. Morgana Cosmica si salva, mentre Lightning Aurora viene eliminata dalla competizione.

### Episodio 5 –Back to School
Il quinto episodio si apre con le concorrenti che rientrano nell'atelier dopo l'eliminazione di Lightning, che iniziano a sentire la tensione all'interno della competizione. Il giorno successivo Sypario è determinata a vincere l'ennesima mini sfida.
- La mini sfida: le concorrenti prendono parte ad una gara di vogueing, dove a turno devono mostrare a Priscilla la loro coreografia migliore. Le vincitrice della mini sfida è Leila Yarn.
- La sfida principale: le concorrenti, divise in tre gruppi, prendono parte alla Drag MasterClass, dove dovranno improvvisare ed organizzare una master class sull'arte drag davanti ai giudici e un pubblico. Avendo vinto la mini sfida, Leila ha la possibilità di formare le squadre. Il primo team è composto da Leila, Lina e Silvana che avranno come tema "Make-up perfetto", il secondo è formato da Sissy, Sypario e Melissa che avranno come tema "Modellamento del corpo" ed, infine, l'ultimo gruppo comprende Morgana, Sheeva e Prada che avranno come tema "Acconciature da urlo".

Giudice ospite della puntata è Rosa Chemical. Il tema della sfilata è Back to School, dove le concorrenti devono sfoggiare un abito perfetto per il primo giorno di scuola. Priscilla dichiara Sypario, Melissa e Sissy salve, e lascia le altre concorrenti sul palco per le critiche. La Sheeva e Morgana Cosmica sono le peggiori, mentre Lina Galore è la migliore della puntata.
- L'eliminazione: La Sheeva e Morgana Cosmica vengono chiamate ad esibirsi con la canzone Born This Way di Lady Gaga. La Sheeva si salva, mentre Morgana Cosmica viene eliminata dalla competizione.

### Episodio 6 –Snatch Game! Tutto può succedere
Il sesto episodio si apre con le concorrenti che rientrano nell'atelier dopo l'eliminazione di Morgana, che si congratulano con La Sheeva per la sua performance nel playback.
- La mini sfida: le concorrenti devono "leggersi" a vicenda, ovvero dirsi qualcosa di cattivo a vicenda in maniera scherzosa e divertente. La vincitrice della mini sfida è Sissy Lea.
- La sfida principale: le concorrenti prendono parte alla sfida più attesa in ogni edizione dello show, lo Snatch Game, una parodia dello show statunitense Match Game in cui ciascuna deve partecipare impersonando una celebrità, con lo scopo di essere il più divertenti possibili. Priscilla, Chiara Francini e Paolo Camilli sono i "partecipanti" del gioco, mentre Tiziano Ferro, giudice ospite della puntata, prenderà le vesti di presentatore. Le celebrità scelte dalle concorrenti sono state:

| Concorrente            | Celebrità impersonata |
| ---------------------- | --------------------- |
| La Prada               | Follettina Creation   |
| La Sheeva              | Wanna Marchi          |
| Leila Yarn             | Il Testone            |
| Lina Galore            | Amanda Lear           |
| Melissa Bianchini      | Giacomo Urtis         |
| Silvana Della Magliana | Sabrina Ferilli       |
| Sissy Lea              | Patrizia Reggiani     |
| Sypario                | Mano Drag             |

Giudice ospite della puntata è Tiziano Ferro. Il tema della sfilata è Twist,  dove le concorrenti devono sfoggiare un abito che si trasforma attraverso un colpo di scena. Priscilla dichiara Prada, Leila e Melissa salve, e lascia le altre concorrenti sul palco per le critiche. Sypario e Sissy Lea sono le peggiori, mentre Silvana Della Magliana è la migliore della puntata.
- L'eliminazione: Sypario e Sissy Lea vengono chiamate ad esibirsi con la canzone Vamos a bailar di Paola & Chiara e Tiziano Ferro. Sypario si salva, mentre Sissy Lea viene eliminata dalla competizione.

### Episodio 7 –A ritmo di drag
Il settimo episodio si apre con le concorrenti che rientrano nell'atelier dopo l'eliminazione di Sissy, dispiaciute per l'uscita di una loro cara amica. Intanto Silvana è soddisfatta di essere la prima concorrente ad ottenere la sua seconda vittoria.
- La mini sfida: le concorrenti prendono parte ad una versione rivisitata del gioco Un, due, tre, stella!, in cui ogni volta che si fermano dovranno fare una posa sexy con l'obiettivo di superare il maggior numero di round possibili. La vincitrice della mini sfida è Sypario.

- La sfida principale: le concorrenti devono realizzare una coreografia di coppia, scegliendo tra diversi stili di ballo. Avendo vinto la mini sfida, Sypario può scegliere il proprio stile per prima e decidere l'ordine di pesca delle altre concorrenti. Poco dopo, le concorrenti raggiungono Chiara Francini e il coreografo Mommo Sacchetta che li aiuteranno con la preparazione delle rispettive coreografie. Gli stili scelti dalle concorrenti sono:

| Concorrente            | Stile di ballo  |
| ---------------------- | --------------- |
| La Prada               | Valzer viennese |
| La Sheeva              | Swing           |
| Leila Yarn             | Sirtaki         |
| Lina Galore            | Salsa           |
| Melissa Bianchini      | Hip hop         |
| Silvana Della Magliana | Bachata         |
| Sypario                | Tango           |

Giudici ospiti della puntata sono Veronica Peparini e Andreas Müller. Il tema della sfilata è Shine Bright Like a Diamond, dove le concorrenti devono sfoggiare un abito tempestato di diamanti. Priscilla dichiara Sheeva e Leila salve, e lascia le altre concorrenti sul palco per le critiche. Lina Galore e La Prada sono le peggiori, mentre Melissa Bianchini è la migliore della puntata.
- L'eliminazione: Lina Galore e La Prada vengono chiamate ad esibirsi con la canzone Up & Down di Billy More. Lina Galore si salva, mentre La Prada viene eliminata dalla competizione.

### Episodio 8 –La morte ti fa drag
L'ottavo episodio si apre con le concorrenti che rientrano nell'atelier dopo l’eliminazione di Prada, che si congratulano con Lina per la sua performance nel playback. Il giorno successivo, le concorrenti si complimentano con Melissa per la sua seconda vittoria e si chiedono quali sfide le attendono dal momento che sono le ultime sei rimaste in gara. 
- La mini sfida: le concorrenti devono vestirsi da vedove e, successivamente, presentare una descrizione del loro personaggio per l'app per incontri Chat Noire, parodia delle applicazioni per incontri come Tinder e Grindr. La vincitrice della mini sfida è Lina Galore.

- La sfida principale: le concorrenti prendono parte al Drag Race Roast ma, diversamente dall'edizione precedente, devono "leggere" (ossia prendere in giro in maniera scherzosa) Chiara Francini, sotto forma di elogio funebre per la sua "scomparsa", ma anche i restanti giudici e le altre concorrenti. Avendo vinto la mini sfida, Lina Galore decide l'ordine di esibizione che è: Sypario, Sheeva, Lina, Leila, Melissa e Silvana.

Giudice ospite della puntata è Anna Dello Russo. Il tema della sfilata è La morte ti fa drag, dove le concorrenti devono sfoggiare un abito che rappresenta un modo di morire. Dopo la sfilata e le critiche dei giudici, Priscilla dichiara La Sheeva e Leila Yarn le peggiori, mentre Lina Galore è la migliore della puntata.
- L'eliminazione: La Sheeva e Leila Yarn vengono chiamate ad esibirsi con la canzone Believe di Cher. La Sheeva si salva, mentre Leila Yarn viene eliminata dalla competizione.

### Episodio 9 –Social Media Queens
Il nono episodio si apre con le concorrenti che rientrano nell'atelier dopo l'eliminazione di Leila, che si complimentano con Lina per la sua seconda vittoria e discutono sul fatto di essere le migliori cinque rimaste in gara.
- La mini sfida: le concorrenti devono realizzare un tutorial di trucco per l'app Instant Influencer, usando il viso di una e le braccia di un'altra. La vincitrice della mini sfida è La Sheeva.
- La sfida principale: le concorrenti devono fare un make-over, cioè truccare e preparare alcuni influencer per farli diventare simili in drag. Avendo vinto la mini sfida, La Sheeva può scegliere il suo compagno per prima e decidere l'ordine di pesca delle altre concorrenti. Priscilla e Paolo Camilli fanno il loro ritorno nell'atelier per vedere come procedono i lavori e dare consigli alle concorrenti su come eccellere in una sfida di make-over.

| Concorrente            | Influencer (Nome Reale)       | Influencer (Nome in Drag) |
| ---------------------- | ----------------------------- | ------------------------- |
| La Sheeva              | Lorenzo Balducci              | Anal Colica               |
| Lina Galore            | Edoardo Zaggia                | Cinzia Furor              |
| Melissa Bianchini      | Francesco "Mehths" Cicconetti | La Kiki                   |
| Silvana Della Magliana | Carlo Tumino                  | Tamara Della Salaria      |
| Sypario                | Christian De Florio           | La Gattaparda             |

Giudice ospite della puntata è Filippo Timi. Il tema della sfilata è Drag Topic, dove le concorrenti e gli influencers devono sfoggiare due abiti che possono spopolare fra le tendenze dei social media. Dopo la sfilata e le critiche dei giudici, Priscilla dichiara Lina Galore e Sypario le peggiori, mentre La Sheeva è la migliore della puntata.
- L'eliminazione: Lina Galore e Sypario vengono chiamate ad esibirsi con la canzone Mon Amour di Annalisa. Lina Galore si salva, mentre Sypario viene eliminata dalla competizione.

### Episodio 10 –Dragremo
Il decimo episodio si apre con le concorrenti che rientrano nell’atelier dopo l’eliminazione di Sypario, che discutono sul suo comportamento durante l'esibizione al playback e al relativo richiamo fatto da Priscilla. Successivamente discutono sulle vittorie di tutte, e su chi riuscirà ad accedere alla finale.
- La mini sfida: le concorrenti devono improvvisare nel segmento informativo Ci scusiamo per l'interruzione, nel ruolo di inviate televisive del Dragremo, parodia del Festival di Sanremo, mentre vengono infastidite da Priscilla e i membri della Pit Crew. La vincitrice della mini sfida è Lina Galore.
- La sfida principale: le concorrenti, divise in coppie, devono realizzare un'esibizione canora in occasione del Festival di Dragremo. Avendo vinto la mini sfida, Lina Galore può scegliere la concorrente con cui formare il duetto e la canzone per la propria coppia.

| Concorrente            | Canzone                    |
| ---------------------- | -------------------------- |
| La Sheeva              | "Come se non fosse niente" |
| Silvana Della Magliana | "Come se non fosse niente" |
| Lina Galore            | "Rivoluzione solare"       |
| Melissa Bianchini      | "Rivoluzione solare"       |

Giudici ospiti della puntata sono Sabrina Salerno e Jo Squillo. Il tema della sfilata è Dragremo Style, dove le concorrenti devono sfoggiare un abito ispirato a un look iconico presentato durante il Festival di Sanremo. Durante i giudizi viene chiesto alle concorrenti, cosa significhi per loro arrivare in finale. Dopo le critiche, Priscilla dichiara La Sheeva e Silvana Della Magliana le peggiori, mentre Lina Galore è la migliore della puntata ed accede alla finale. Melissa Bianchini si salva ed accede alla finale.
- L’eliminazione: La Sheeva e Silvana Della Magliana vengono chiamate ad esibirsi con la canzone Siamo donne di Sabrina Salerno e Jo Squillo. La Sheeva si salva e accede alla finale, ma Priscilla annuncia che anche Silvana Della Magliana si salva e accede alla finale.

### Episodio 11 –Reunion
In questo episodio, tutte le concorrenti si riuniscono insieme con Priscilla, per parlare della loro esperienza nello show: discutendo di quali sono stati i loro momenti migliori, delle sfide più difficili e delle scelte di stile effettuate dalle concorrenti durante lo show.

### Episodio 12 –Gran Finale
Il dodicesimo ed ultimo episodio di quest’edizione si apre con le concorrenti che, dopo l'annuncio delle quattro finaliste, discutono nell'atelier su chi riuscirà a vincere l'edizione e su chi sarà proclamata la prossima Drag Superstar italiana.
Per l'ultima prova, prima di incoronare la vincitrice di quest'edizione, le concorrenti devono prendere parte ad un videoclip, cantare ed esibirsi sulla canzone The Queens di Paola Iezzi e, successivamente, dovranno prendere parte a un’intervista con Chiara Francini.
Per la coreografia, le concorrenti hanno come istruttore Mommo Sacchetta. Per la coreografia di gruppo vengono anche invitate tutte le concorrenti precedentemente eliminate. Nel frattempo una a una le concorrenti prendono parte all'intervista, dove Chiara Francini pone domande sulla loro esperienza in questa edizione di Drag Race Italia.
I giudici della puntata sono: Priscilla, Chiara Francini, Paola Iezzi, Paolo Camilli e Melissa Satta, quest'ultima in qualità di giudice ospite. Il tema della sfilata è Eleganza Extravaganza, dove le concorrenti devono sfilare con il loro abito migliore.
Dopo le critiche, viene eletta la nuova Miss Drag Simpatia che, a differenza della versione statunitense, è stata selezionata dai giudici. A vincere il titolo è stata Silvana Della Magliana. Successivamente, le finaliste tornano nell'atelier dove ad aspettarle ci sono tutte le concorrenti dell'edizione, dove discutono dell'esperienza vissuta nello show. Prima di comunicare il giudizio, tutte le concorrenti sfilano sulla passerella per un'ultima volta.
Dopo l'ultima sfilata, Priscilla comunica che le due finaliste che accedono alla finalissima sono Lina Galore e Melissa Bianchini, mentre La Sheeva e Silvana Della Magliana vengono eliminate dalla competizione. Lina Galore e Melissa Bianchini si esibiscono in playback sulla canzone Furore di Paola & Chiara. Dopo l'esibizione, Priscilla dichiara Lina Galore vincitrice della terza edizione di Drag Race Italia.